# Henriette Langlet
Pour les articles homonymes, voir Langlet et Morel.
Henriette Langlet, née le 30 juin 1818 à Bruxelles et morte le 25 novembre 1876 dans la même ville, est une romancière, traductrice et nouvelliste belge, s'inscrivant dans le roman de mœurs et la mouvance réaliste.

## Biographie
Henriette Langlet naît Henriette-Amélie Morel le 30 juin 1818 à Bruxelles.
Peu de choses sont connues de sa situation familiale avant le décès de son époux, Philippe Henri Joseph Langlet (1805-1849) à l'âge de 44 ans. Médecin, professeur à l'Université de Bruxelles en pathologie externe, membre de l'Académie royale de médecine et attaché à partir de 1831 à la ville de Bruxelles comme médecin de bienfaisance où son implication dans la lutte contre l'épidémie de choléra qui touche la ville est remarqué et récompensé d'une médaille. Son décès survenu en décembre 1849 tandis qu'il donne cours à l'université, laisse sa femme alors âgée de 30 ans  sans grandes ressources. Il n'est rapporté nulle part que le couple ait alors des enfants.

Henriette ne se remarie pas et garde son nom d'épouse comme nom d'autrice des ouvrages qu'elle publie à partir de 1857. Elle déménage par la suite du domicile conjugal, sis rue de la Cathédrale, pour s'établir dans la commune de Schaerbeek, 17 rue de Locht, où elle demeure jusqu'à sa mort survenue sans doute le 25 novembre 1876.

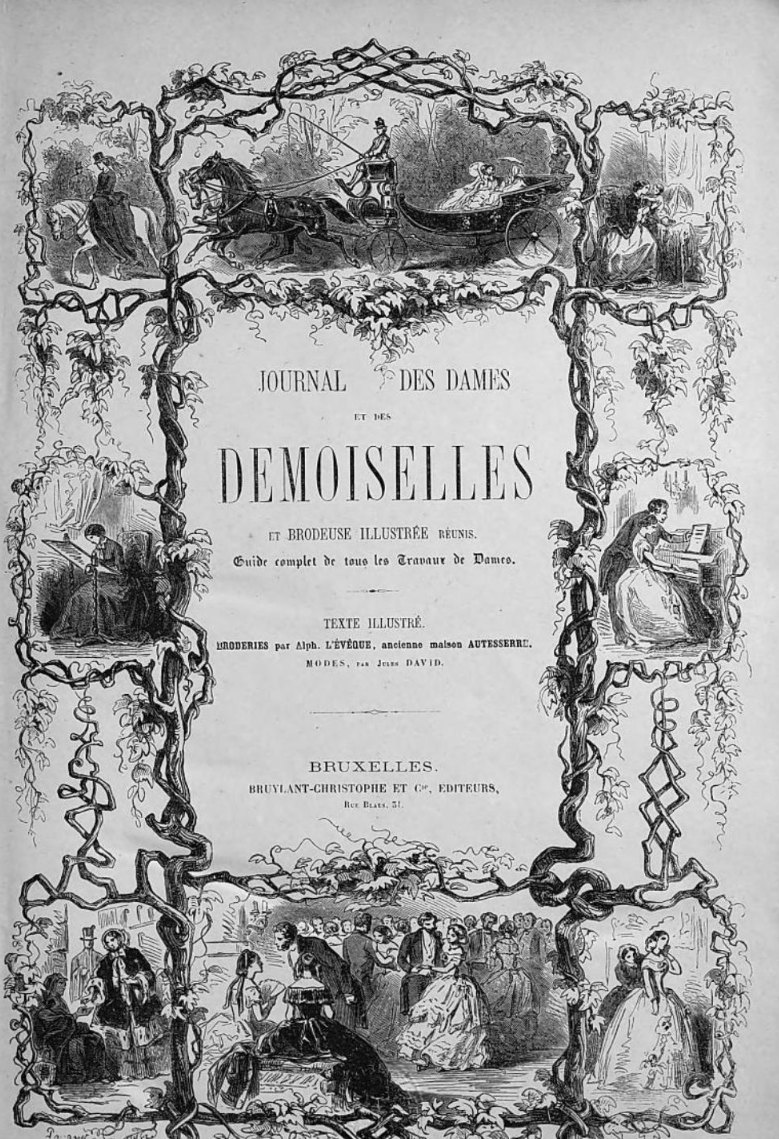
En 1963, Henriette Langlet publie Hélène en feuilleton dans Le Journal des Dames et des Demoiselles. Ce roman ne sera édité en ouvrage qu'après sa mort, en 1883.

Elle publie une dizaine de romans ou traductions en une vingtaine d'années, sous forme d'ouvrages ou bien de feuilletons dans des journaux ou magazines comme L'Étoile belge, Le Journal de Bruxelles, L'Office de publicité, L'Observateur, L'Écho du Parlement, Le Journal des Dames et des Demoiselles, La Ruche parisienne, Le Messager du dimanche, L'Écho de Bruxelles. Cela lui procure un revenu régulier. Selon les critiques et observateurs de la vie littéraire de son époque, comme Charles Poitvin, la production romanesque dont elle fait sa « courageuse activité », a ainsi pour objectif de lui apporter « un surcroit de ressources ».
Elle débute dans un organe de presse libéral, L'Étoile Belge, mais traduit également de l'italien une vie de bienheureuse qui reçoit l'Imprimatur de l'archevêché de Malines. Son ouvrage Cécilia est offert à tarif préférentiel de deux francs au lieu de quatre aux nouveaux abonnés du magazine hebdomadaire français illustré "l'Ouvrier" qui vise à l'édification des travailleurs.
Elle meurt le 25 novembre 1876 à Schaerbeek, à l'âge de 58 ans. L'entrefilet qui annonce son décès dans Le Journal de Bruxelles du 4 décembre 1876 la désigne comme une veuve « sans profession ».

## Carrière littéraire
La carrière littéraire d'Henriette Langlet débute en remportant un concours littéraire organisé par l'organe de presse libéral, L'Étoile Belge, grâce à son roman Les deux maisons voisines. Alors jeune veuve de la bourgeoisie bruxelloise, Henriette Langlet reçoit mille francs de prix, ce qui lui ouvre la perspective d'une carrière de feuilletonniste. L'objectif recherché par ce concours est d'accroître son lectorat en publiant des œuvres primées en feuilleton « dus à la plume d'écrivains belges, et donnant au lecteur une peinture fidèle des mœurs nationales. Afin de stimuler le zèle de nos compatriotes » selon son créateur. Les Deux Maisons voisines paraît tout d'abord en feuilleton avant d'être édité par Louis Hymans qui succède à Faure en 1858 à la tête du journal.
Elle enchaîne la même année avec une traduction de l'italien d'un ouvrage hagiographique. Elle publie en parallèle dans plusieurs périodiques des romans feuilletons, dont trois sont édités en 1860 : Viart-Bois, La Vallée de Soref . Ce dernier paraît également en épisode en 1859 dans L'Office de Publicité, à partir duquel il est reconstitué pour faire l'objet d'une réédition patrimoniale en 2023 aux éditions Névrosée. Son feuilleton, Le Château de Donawert, paraît dans L'Étoile Belge en 1860, mais n'est jamais édité en roman. Selon Vanessa Gemis, la fin du XIXe siècle enregistre « un accroissement et une diversification significative de l’effectif littéraire féminin » qui revêt tour à tour ou simultanément diverses formes, telles que le journalisme, les livres pour enfants, les romans sentimentaux, etc. Encore une fois, Henriette Langlet est précurseure dans cette voie d'émancipation culturelle et économique, dans un monde où la femme bourgeoise ne travaille pas, à l'inverse des foyers paysans, artisans ou ouvriers. Elle enchaîne la publication de récits intimistes, souvent ancrés dans des milieux de bourgeoise citadine ou campagnarde, voire de noblesse, confrontés à des réalités économiques souvent très vraisemblables.
En 1861, paraît Une Année, publié en feuilleton dans L'Observateur. L'année précédente, Émile Leclercq, son contemporain dans la peinture de mœurs réaliste, en fait une recension positive. Selon lui, Une Année est un « drame intime doucement émouvant » bien qu'il considère l'écriture de Langlet empreint de « monotonie dans son style » et peu avare en détails et descriptions.
En 1862 est publié Odille Rouvère qui dépeint la ville de Bruxelles dans une prose détaillée et vivante. En 1863, Langlet publie des contes et nouvelles à destination de la jeunesse chez son premier éditeur bruxellois, Lebègue. Elle compose un nouveau feuilleton, Eveline Duvergnier, qui paraît quant à lui dans L'Étoile Belge, et reste inédit. C'est à partir de 1863 qu'elle développe des récits plus familiaux et davantage destinés aux écoles ou à un public de jeunesse. Bien que cette tendance est épinglée à regret par les critiques contemporains, les mêmes soulignent ses qualités littéraires et l'interprètent par la nécessité de subvenir à ses besoins.
Henriette Langlet est une des rares femmes à faire partie de la première génération d'écrivains de la jeune nation belge. Elle est contemporaine d'Émile Leclercq, d'Emile Greyson, précurseurs du réalisme littéraire, animateurs de soirées littéraires et artistiques où s'illustrent alors Charles de Coster, Camille Lemonnier, Félicien Rops ou Louis Hymans. L'absence d'archives et de lettres conservées ne permettent cependant pas d'affirmer qu'Henriette Langlet fréquente ces milieux très émulateurs, bien qu'elle soit citée comme une étoile montante de cette génération et s'inscrive assez naturellement dans une peinture des mœurs réalistes à l'instar de ses pairs masculins ainsi que de plusieurs autres femmes marquant de leur empreinte le paysage littéraire belge :  Caroline Gravière ou Marie Joly, Pauline Braquaval-L’Olivier ou Mine de Crombrugghe. L'Académie Royale des Sciences, des lettres et des Beaux-Arts de Belgique souligne les débuts prometteurs d'Henriette Langlet :
«Un autre romancier dont la maturité précoce ne laisse pas de nous faire concevoir de grandes espérances, est Mme Langlet, qui débuta si heureusement, en 1858, par les Deux Maisons voisines, et qui a depuis publié, coup sur coup, La Vallée de Soref, Viart-Bois, Une Année et Odile Rouvère. Ces œuvres se recommandent par la connaissance du cœur et l'analyse minutieuse des sentiments, par un style souple et délicat, nerveux parfois, souvent coloré. Quand on possède de telles qualités, on peut être sûre d'occuper bientôt une place honorable dans le monde des lettres. (...) MM. Leclercq, Greyson, De Coster, Demoulin et Mme Langlet n'ont guère commencé à écrire que vers 1857 ou 1858, et il est permis de bien augurer de semblables débuts. L'originalité d'ailleurs y est parfaitement appréciable, et le choix du sujet, le lieu de la scène, les mœurs, les types, les caractères et les tendances générales, tout y est essentiellement belge. Naguère encore, Balzac, Georges Sand, Alexandre Dumas, attiraient sur leurs pas, presque fatalement, nos romanciers, incertains de la direction qu'ils avaient à prendre ou isolés dans la route qu'ils cherchaient à se frayer; de même que Casimir Delavigne, Lamartine, Victor Hugo et Alfred de Musset avaient détourné, égaré, perdu peut- être beaucoup de nos poëtes. Ce temps n'est plus: l'éclat des grands noms de la littérature française contemporaine ne nous éblouit plus au point de nous empêcher d'apercevoir ce qui se trouve autour de nous. Si l'esprit belge n'est qu'à son aurore, nos yeux se sont faits à cette lumière».
— Rapport du jury chargé de décerner le prix décennal de littérature française, pour la période 1855-1862

## Son œuvre vue par ses contemporains
Henriette Langlet apporte dans ses récits de la vie bourgeoise «un goût du détail vrai, un souci de précision réaliste qui réussit parfois à créer, autour d'intrigues complexes, une atmosphère de crédibilité, ce qui est, à pareille date, une appréciable nouveauté»
— Gustave Charlier, cité par Camille Hanlet 
«Le romantisme ne voulut point faire d'œuvre honnête. (...) Ces réflexions nous viennent en songeant à Mme Langlet, qui est un auteur essentiellement honnête dans les sujets qu'elle traite et dans sa façon de les traiter. Mme Langlet n'emprunte point à celui-ci son style, à celui-là sa thèse, à cet autre ses personnages. On sent en la lisant combien elle est sincère, et qu'elle écrit en toute conviction, selon sa nature, son tempérament, ses aspirations. Rien n'est plus rare que cette honnêteté de manifestation. Si les romans de Mme Langlet sont tous essentiellement purs, c'est qu'elle ne se sent point les qualités qu'il faut pour fouiller jusqu'en ses plus secrets recoins le cœur de l'homme. S'il y avait parti pris d'écrire absolument des livres sur la couverture desquels on pût toujours lire cette épigraphe: " La mère en permettra la lecture à sa fille " ce serait une faiblesse. Selon nous, il faut scruter les choses et les hommes qui nous ont fortement impressionnés, afin que nous soyons passionnés pour le sujet à développer.» (...) « La place de Mme Langlet est marquée parmi nos romanciers. On peut lui donner, en Belgique, où la littérature française en est encore à ses vagissements, le rang qu'occupe en Suède, dans une littérature organisée, Mlle Bremer. Si nous nous connaissions mieux, si nous n'avions pas cette intelligente badauderie d'acclamer toujours ce qui n'est point nous, il y a longtemps que Mme Langlet serait le romancier des familles belges. Mais il suffit qu'elle soit Belge pour qu'on ne veuille pas lui rendre la justice qui lui est due »
— Émile Leclercq 
« Il faut se rendre compte de ce dont on parle : on parle d’une femme qui nait avant la Belgique, et qui écrit à une époque antérieure à celle à laquelle on y fait généralement commencer la littérature. Une femme qui est publiée dans les journaux, éditée en Belgique et en France où elle est même rééditée sept ans après sa mort. La critique ne peut faire autrement que de reconnaitre son talent, avec, bien entendu, les réserves d’usage, s’agissant d’une femme et malgré la tendance de l’époque à utiliser un argument à charge ou à décharge selon qu’on parle d’une femme ou d’un homme. Elle lui reconnait notamment son habileté à camper et à mener des personnages, à les rendre vraisemblables. C’est une chose assez remarquable pour être soulignée n’est-ce pas? Pourtant, vous ne trouverez cette œuvre nulle part » 
— Sara Dombret
Preuve de sa popularité, ses romans continuent à être réédités dans la décennie qui suit son décès, particulièrement en France. On en trouve trace dans  diverses éditions annuelles du Catalogue général de la libraire française.

## Texte autographe
|  | Texte cité dans Bruxelles. La ville vue par des écrivains du XIXe siècle, de Joseph VAN WASSENHOVE. Henriette Langlet, en romancière réaliste, nous dépeint une scène coutumière d'un Bruxelles miné par la pauvreté et l'alcoolisme : une femme pauvre cherche son mari dans les cafés : « Cette femme, jeune encore, mais flétrie par la misère et le chagrin, vêtue de haillons sordides jetés insoucieusement sur elle, était accompagnée de trois enfants dont l’aîné paraissait âgé de six ou sept ans. Celui-ci marchait seul et s’arrêtait de temps en temps aux vitrines qui excitaient le plus vivement son admiration ou sa convoitise ; le second se traînait péniblement, suspendu à la robe de sa mère, qui portait le troisième dans ses bras. À chaque cabaret qu’elle voyait, – et il y en avait beaucoup dans ce quartier, – elle s’arrêtait un instant et demeurait immobile, les yeux fixés sur ces fenêtres éclairées, derrière lesquelles elle voyait s’agiter des ombres confuses ; puis, reconnaissant l’inutilité de ce système d’observation, elle s’approchait de la porte, la poussait légèrement, de manière à l’entrebâiller, et se hasardait à passer la tête par cet entre-bâillement. Ordinairement alors, avant qu’elle eût eu le temps de jeter un regard d’exploration dans la salle enfumée et encombrée de buveurs, la voix brutale du maître ou de la maîtresse de l’établissement l’invitait à s’éloigner au plus vite et à aller mendier ailleurs. Elle s’éloignait en effet, la mort dans l’âme, et poursuivait sa triste route» |

## Œuvres
Henriette Langlet est l'autrice d'une dizaine d'ouvrages publiés à compte d'éditeur dont beaucoup régulièrement réédités durant la décennie qui suit son décès en 1876. Tous sont parus d'abord sous forme de romans-feuilletons. Certains ne sont jamais édités en ouvrage et sont lisibles uniquement dans les périodiques de l'époque. D'autres, comme Hélène, semblent édités pour la première fois à titre posthume.

### Romans édités
- Deux maisons voisines, L'Office de Publicité, Bruxelles, 1858
- Viart-Bois, Ed. Rozez, Bruxelles,1860
- La Vallée de Soref, Ed. A.-N. Lebègue, Bruxelles, 1859-1860

- Les Deux cousines, Bruylant Christophe et Cie, Bruxelles, 1860

- Une année, Ed. H. Samuel et Cie., et Ed. A.-N. Lebègue, Bruxelles,1861
- Odille Rouvère, Ed. Ed. A.-N. Lebègue, Bruxelles, 1861.
- Les Ronces du chemin, 1865
- Hélène, Ed. Blériot et Gauthier, Paris, 1883
- Cécilia ou La fille du marchand de bois, Ed. Blériot et Gauthier, Paris, 1883

### Romans-feuilletons
- Le Château de Donawert, en 1861, dans L’Étoile Belge en feuilleton, du 20 juin au 29 juillet.
- Eveline Duvergnier, en 1863, dans L’Étoile belge en feuilletons

### Contes et nouvelles
- Les Deux ménages suivi de Les dons de Dieu, Ed. Ed. A.-N. Lebègue, 1863
- La Cabane du charretier ou Les dons de Dieu , Ed. Casterman, Tournai, 1869 (3e édition en 1876)
- Deux mansardes, Casterman, Tournai, 1876

### Traduction
- Histoire des trois nièces de saint Louis de Gonzague ou Vie des vénérables Cinthe, Olimpie et Gridonia de Gonzague, Fondatrices du pensionnat des vierges de Jésus à Castiglione delle Stiviere (traduit de l'italien de l'œuvre de Joseph SAVIO), Ed. Goemaere, Bruxelles, 1858

### Réédition patrimoniale
- La Vallée de Soref, Ed. Névrosée, Bruxelles, 2023